# Musikene
Musikene (Euskal Herriko Goi Mailako Musika Ikastegia / Centro Superior de Música del País Vasco) es un Conservatorio Superior de Música creado en 2001 y situado en la ciudad de San Sebastián (España).

## El centro
Musikene es el Centro Superior de Música del País Vasco, creado por el Gobierno Vasco en el curso académico 2001-2002 para impartir el Grado Superior de las Enseñanzas de Música. Es un centro que apuesta por una enseñanza de calidad que garantiza la cualificación profesional en los ámbitos relativos a la interpretación, la composición, la dirección y la pedagogía. Su objetivo primordial es proporcionar al alumnado un adecuado bagaje formativo que facilite su inserción en el mundo laboral, teniendo en cuenta los nuevos requerimientos demandados por la música en el siglo XXI.
Uno de los elementos clave de la filosofía educativa de Musikene es el desarrollo y cultivo individualizados del talento de cada estudiante, que adquiere un alto nivel de capacitación profesional. La enseñanza está dirigida con arreglo a los niveles esperados de sus graduados en el mercado laboral. Para ello, Musikene cuenta con una plantilla docente de reconocido prestigio a nivel pedagógico que, a su vez, son contrastados músicos de proyección internacional, tanto como solistas o como miembros de las mejores orquestas europeas. El centro ha optado por un profesorado de alta especialización y con numerosos años de experiencia.
En lo que respecta al currículo, éste combina las materias específicas de especialidad con otras de naturaleza teórico-humanística, indispensables para garantizar el carácter formativo integral inherente a una enseñanza de grado superior. Por este mismo motivo, dichas materias no se conciben como un mero complemento, sino que están firmemente conectadas a los objetivos concretos que persigue cada especialidad. 
Por tanto, la enseñanza en Musikene no se limita a una preparación técnica de excelencia, sino que se complementa con una sólida formación teórica y humanística. Así, se forman profesionales de una cualificación integral, capaces de hacer música en grado de excelencia y, a la vez, competentes para reflexionar sobre la música.

## Fundación y desarrollo
Con la asunción por parte del Departamento de Educación del Gobierno Vasco, en 1998, de los Conservatorios Superiores Municipales de las tres capitales vascas (Bilbao, Vitoria y San Sebastián), hasta entonces en manos de sus respectivos ayuntamientos, se puso en marcha el viejo proyecto de crear un único Conservatorio Superior para todo el País Vasco. En 2000, el Gobierno Vasco decidió dejar de impartir el Grado Superior en los tres conservatorios de su titularidad, a la espera de crear el Conservatorio superior del País Vasco. 
Tras dos años en los que no existió el Grado Superior en el País Vasco (salvo para aquellos alumnos que estuvieran estudiando según el plan de estudios del Plan 66), el Gobierno Vasco decidió constituir una fundación privada que sería la encargada de poner en pie el proyecto de un único centro superior de música. Esta decisión, que privaba a los profesionales que lo desearan de presentarse a unas oposiciones públicas, fue contestada en los tribunales por muchos de ellos, así como por el Tribunal Vasco de Cuentas Públicas (TVCP) en un informe que señalaba las ilegalidades cometidas en su constitución. Estos problemas aún no han sido resueltos, y el centro se financia en su mayoría por las subvenciones del Gobierno Vasco, convirtiéndolo en una fundación privada de financiación pública. En cursos posteriores se ha recurrido, mayoritariamente, al concurso-oposición para la contratación del profesorado.
En 2001 se creó definitivamente Musikene, Centro Superior de Música del País Vasco. El carácter privado del centro permitió la contratación de importantes profesores de nivel internacional, como Keiko Wataya (violín), José Luis Estellés (clarinete), Frédérique Cambreling (arpa) o Álex Garrobé (guitarra), entre otros.

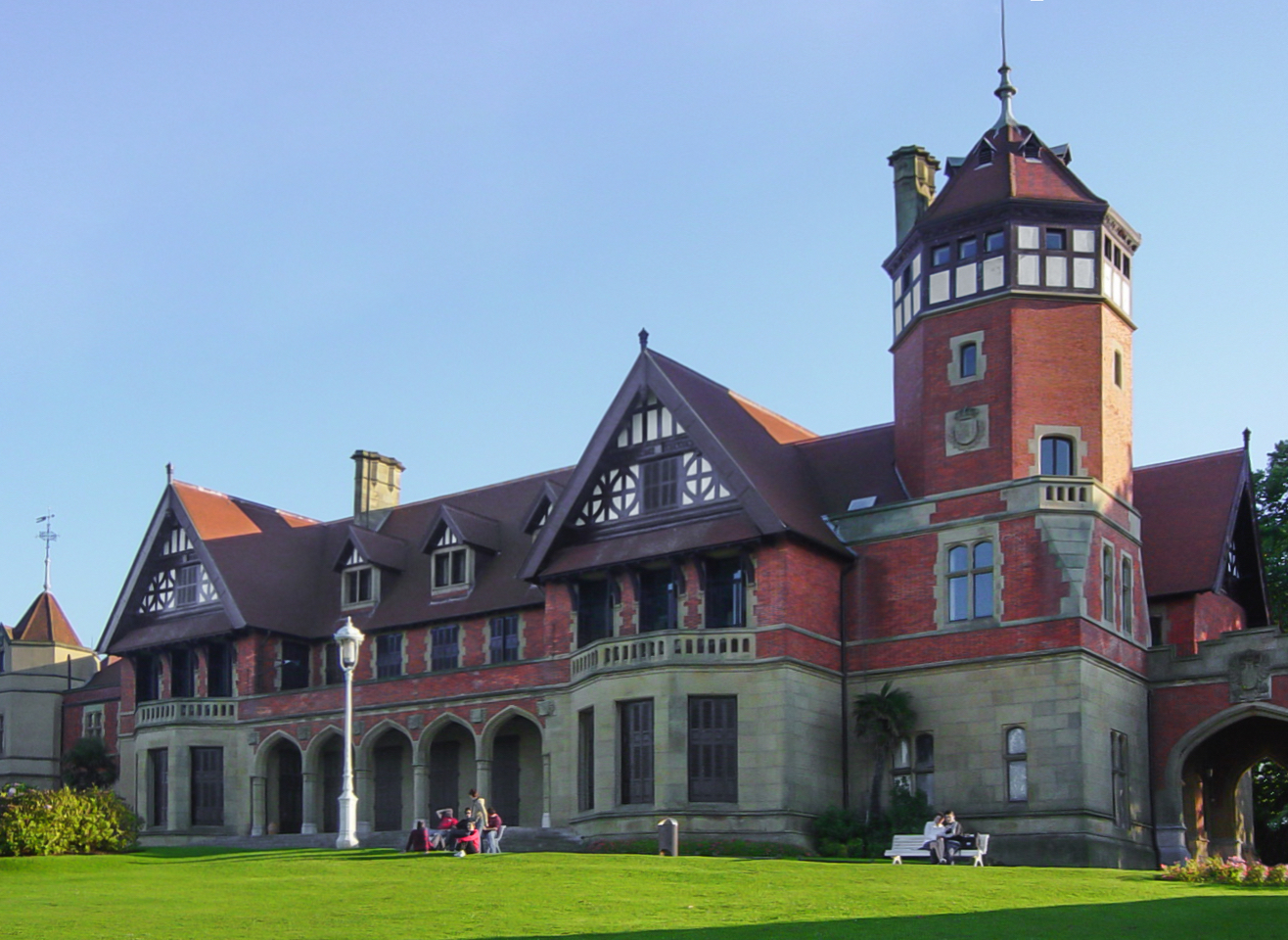
Antigua sede de Musikene en el Palacio de Miramar.

Tras una cierta disputa, el Ayuntamiento de San Sebastián consiguió que Musikene se situara en San Sebastián. Las bases de la decisión fueron que el Departamento de Cultura de Gobierno Vasco estaba gobernado por militantes políticos de Guipúzcoa, el hecho de que San Sebastián contara durante muchos años con uno de los conservatorios más importantes del norte de España, único superior durante años (el Conservatorio Superior Municipal de San Sebastián), así como el hecho de que San Sebastián sea la capital cultural virtual del País Vasco. El Ayuntamiento cedió a Musikene un espacio en el Palacio Real de Miramar, sede también de los Cursos de Verano de la Universidad del País Vasco, convirtiéndose en sede provisional del centro tras un período de obras. Hasta el curso académico 2015-2016, dicho edificio fue la sede de Musikene.
A pesar de la belleza del emplazamiento, los problemas de espacio del mismo eran constantes. La gran demanda del alumnado aceleró las necesidades de más espacio. En 2002 el Ayuntamiento de San Sebastián cedió un solar de manera gratuita a Musikene en el barrio de Ibaeta, junto al campus de la Universidad del País Vasco. Tras rechazar esa opción, el Gobierno Vasco planteó la posibilidad de adecuar una antigua escuela de Formación Profesional en el barrio de Martutene. En 2006, sin embargo, decidió, de manera definitiva, que el emplazamiento fuera el solar cedido por el ayuntamiento. En 2007 fue aprobado de manera definitiva el proyecto del edificio. Tras una readecuación de dicho proyecto en 2011, debido a la crisis económica, la construcción comenzó en octubre de 2012, prolongándose la misma hasta diciembre de 2015, en que fue entregado al gobierno vasco. Ubicado en el campus universitario de la UPV en Ibaeta, el nuevo inmueble, que requirió 38 meses de obras, cuenta con una superficie total construida de 13.096 metros cuadrados distribuidos en un sótano –que incluye 53 plazas de aparcamiento–, una planta baja y cuatro superiores que alojarán 55 aulas instrumentales, 10 de teoría, una de electroacústica, otra de grabación, y 39 cabinas insonorizadas de ensayo. Consta, además, de un auditorio con 588 metros cuadrados y capacidad para 420 personas, de un escenario que puede acoger simultáneamente a una orquesta y a un coro de cien integrantes cada uno, y de una biblioteca-mediateca de 765 metros cuadrados.
A lo largo de sus años de existencia, y a pesar de los problemas de contratación y constitución ya comentados, los alumnos de Musikene y los grupos del centro han destacado por su elevado nivel, reconocido por el mundo de la música y el resto de conservatorios superiores de España.

## Oferta educativa
Musikene oferta, como se ha señalado, el Grado Superior de las enseñanzas musicales, equivalente a todos los efectos a la licenciatura universitaria. Consta de cuatro cursos (con la posibilidad de cursarlos en cinco años), cada uno de los cuales, y a semejanza del sistema universitario vigente, se divide en créditos.
Cada especialidad dispone de un diferente número de créditos, aunque los necesarios para obtener el Título Superior correspondiente se dividen, en todos los casos, en:
- Créditos Obligatorios
- Créditos de Optativas
- Cŕeditos de Libre Elección
- Créditos del Trabajo de Investigación de Fin de Carrera

## Formaciones instrumentales
El alumnado de Musikene no sólo recibe clases teóricas e individualizadas de la especialidad elegida, sino que el plan de estudios diseñado les obliga a participar en otras formaciones instrumentales mayores, en acertada sintonía con la realidad laboral actual del músico y la función de proyección cultural de un centro superior. Estas asignaturas son de diverso formato: camerísticas, como Quinteto de Viento o Cuarteto de Cuerda; de conjunto, como el Ensemble de Percusión, Ensemble de Saxofones o el Grupo de Metales. Además, el centro cuenta con el programa de Estudios Orquestales, en el plano de la música clásica, y la Big Band, en la especialidad de jazz. El programa de Estudios Orquestales se plasma en diversas formaciones, entre las que la Orquesta Sinfónica es la que reviste una mayor relevancia. Además de la Orquesta Sinfónica conforman el programa otros grupos de menor tamaño, como el Ensemble de Viento-Metal, el Ensemble de Viento-Madera, la Sinfonietta o la Banda Sinfónica. Los integrantes de estas formaciones son, en su totalidad, estudiantes de Musikene quienes, mediante el contacto con diferentes profesores y directores, adquieren una valiosa experiencia profesional. Estas formaciones sirven asimismo como plataforma para el alumnado que, tras un riguroso proceso de selección, puede acceder a interpretar conciertos como solista.
El programa de Estudios Orquestales ha abarcado formaciones tan diversas como la Orquesta Sinfónica de Musikene, la Musikene Sinfonietta, la Banda Sinfónica de Musikene, la Orquesta de cámara o el Ensemble de vientos y tuvo como primer director a José Luis Estellés, quien lo desarrolló hasta 2009. Con posterioridad, esta importante área ha sido coordinada por Jesús Echeverría, Joseba Torre y lo es en la actualidad por Rodolfo Epelde.
Las formaciones orquestales de Musikene han sido dirigidas por directores invitados de la talla de Pablo González, Lutz Köhler, Juanjo Mena, Salvador Mas, Alberto Zedda, Colin Metters, José Ramón Encinar, Arturo Tamayo, Antoni Ros-Marbà, Peter Eötvos, Rumon Gamba, Juan Luis Martínez o Víctor Pablo Pérez, entre muchos otros. Entre sus actuaciones más celebradas cabe destacar el concierto inaugural de la Quincena Musical en 2004, celebrado en el Auditorio Kursaal de San Sebastián; el Concierto de Navidad de 2005, grabado y retransmitido por EITB; los conciertos ofrecidos en el Festival Internacional de Música y Danza de Granada de 2006, en el Auditorio de Zaragoza en 2007, en la sala Flagey de Bruselas en 2008 o en el Auditorio Nacional en 2008 y 2009.
En la especialidad de jazz, la Big Band es una formación organizada como actividad académica destinada al alumnado que cursa esta especialidad, y con el formato tradicional de estas bandas (secciones de trompetas, trombones, saxos y sección rítmica). El alumnado trabaja en varios encuentros anuales bajo la dirección de diferentes directores.

## Alumnado
En estos diez años de andadura, Musikene se ha convertido en una institución académica de referencia para los estudiantes de música de toda España, así como de otros países, y esto se refleja en la notable diversidad geográfica del alumnado.
La alta capacitación del alumnado se ha puesto de manifiesto en los numerosos premios obtenidos año tras año en los concursos más prestigiosos, como el Concurso de Juventudes Musicales de España, el Certamen Nacional de Interpretación Intercentros, el Certamen Internacional de Acordeón de Mondragón y otros muchos. 
En Musikene el alumnado disfruta de una enseñanza de gran calidad, con un profesorado prestigioso altamente capacitado, y unos medios humanos y materiales acordes con la categoría y el buen nombre de la institución. La Mediateka del centro, con 30.000 documentos catalogados, es un servicio esencial para la formación del alumnado.

## Proyección exterior
La naturaleza artística de las enseñanzas que se imparten en Musikene implica una labor de proyección sociocultural por dos motivos principales, como mínimo: la demostración pública de los resultados del aprendizaje, y la presencia del centro en la sociedad. Atendiendo a estos dos objetivos primordiales, Musikene lleva desarrollando un amplio abanico de actividades que actualmente abarca cerca de 300 actuaciones por curso académico, incluyendo los conciertos de las diferentes formaciones orquestales, la participación en prestigiosos escenarios y ciclos, así como festivales de música de cámara, y los conciertos en la sede de Musikene. El contacto con el público mediante la interpretación o la pedagogía forman, sin duda, parte de la preparación profesional que necesita un músico.
Asimismo, Musikene profesa una actitud de apertura a la colaboración con otras entidades. Colabora estrechamente con los principales agentes musicales del país: Quincena Musical de San Sebastián, Orquesta Sinfónica de Euskadi, Joven Orquesta de Euskal Herria (EGO), Orquesta Sinfónica de Bilbao, Musikaste o Festival Musika-Música de Bilbao, sin olvidar otras como la Fundación Juan March de Madrid.
Por otra parte, Musikene apuesta por el afianzamiento de su dimensión internacional aprovechando su incorporación al Espacio Europeo de Educación Superior. En tal sentido, se han ido estableciendo canales permanentes de comunicación con centros formativos estatales e internacionales. Asimismo, está adscrito al programa Sócrates-Erasmus, y forma parte de la AEC (Asociación Europea de Conservatorios y Escuelas Superior de Música). El centro tiene convenios bilaterales con 37 centros de enseñanza musical de toda Europa, entre los que figuran los más prestigiosos, y promueve la movilidad entre alumnos y docentes.
Por último, dentro de su función de proyección cultural, Musikene mantiene una constante apertura a las demandas y estímulos que surgen de su entorno social y cultural. Así, fomenta la difusión de las producciones realizadas por su alumnado, ya sea en forma de conciertos o de composiciones e investigaciones. En esta línea se ha creado un sello discográfico propio.